# Scotopteryx basiconfluens
Scotopteryx basiconfluens är en fjärilsart som beskrevs av Bytinsky-salz 1937. Scotopteryx basiconfluens ingår i släktet backmätare, och familjen mätare. Inga underarter finns listade.